# Ramone Bailey
Ramone Bailey (nascido em 31 de outubro de 1991) é um saltador em distância jamaicano que conquistou a medalha de ouro nos Jogos Centro-Americanos e do Caribe de 2018 e a medalha de bronze no Campeonato da NACAC de Atletismo de 2018. Disputou o campeonato mundial de 2017, sem chegar à final.
Seu melhor salto pessoal é de 8,17 metros, conforme registrado pela Associação Internacional de Federações de Atletismo – IAAF, alcançado em junho de 2017 em Kingston.